# Allenypterus montanus
L'allenittero (Allenypterus montanus) è un pesce estinto, appartenente ai celacanti. Visse nel Carbonifero medio (circa 320 milioni di anni fa) e i suoi resti sono stati ritrovati nel famoso giacimento di Bear Gulch, in Montana.

## Descrizione
Il corpo di questo pesce aveva una forma del tutto particolare, soprattutto se rapportata a quella dei suoi parenti. La forma generale, infatti, ricordava quella di una goccia e il corpo era alto e stretto. Lungo circa 15 centimetri, Allenypterus possedeva come tutti i celacanti una serie di scaglie che ricoprivano il corpo e si sovrapponevano fra loro. Le pinne appaiate erano grandi e delicate, ma possedevano una base lobata e carnosa, così come la seconda pinna dorsale e quella anale. La pinna caudale, invece, era lunghissima e percorreva parte del dorso. Il cranio era eccezionalmente primitivo, la bocca era piccola e del tutto sprovvista di denti.

## Classificazione
Questo animale è considerato uno dei celacanti più primitivi, a causa di alcune caratteristiche craniche. La forma del corpo, tuttavia, era molto specializzata e quindi è improbabile che i primi celacanti fossero simili ad Allenypterus. Celacanti più antichi, in ogni caso, esistevano già nel Devoniano.

## Stile di vita

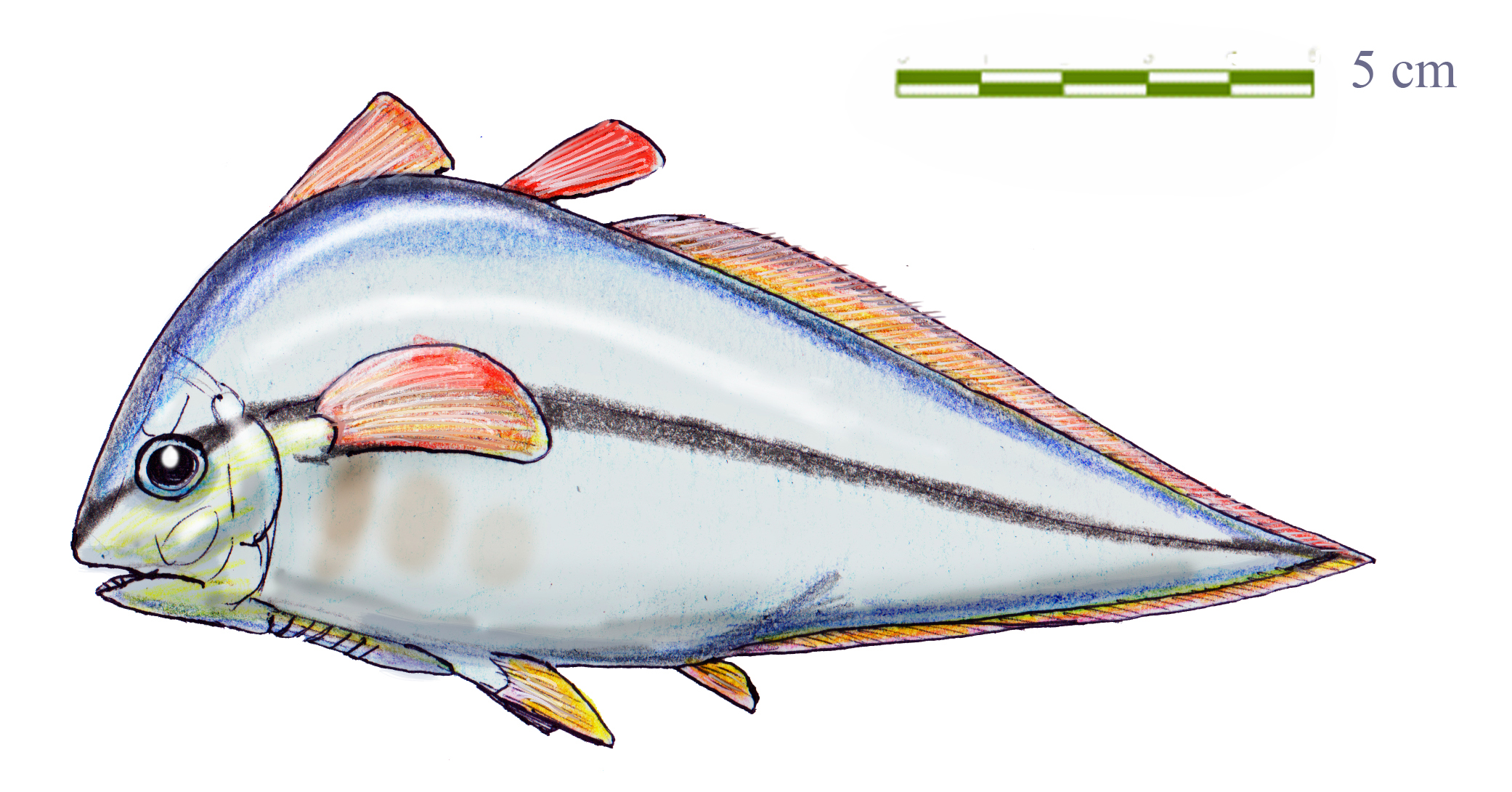
Ricostruzione di Allenypterus montanus

La peculiare forma del corpo di Allenypterus, con un'ampia muscolatura e la notevole altezza, indica che questo animale era molto abile a manovrare in acque torbide, ma non era affatto veloce per sfuggire ai predatori. Il ventre era corazzato, ed è possibile che Allenypterus nuotasse e si nutrisse nei pressi del fondale. Altri celacanti, come Caridosuctor, vivevano più in alto nella colonna d'acqua.